# Hippomenella porosa
Hippomenella porosa är en mossdjursart som beskrevs av Canu och Bassler 1929. Hippomenella porosa ingår i släktet Hippomenella och familjen Escharinidae. Inga underarter finns listade i Catalogue of Life.